# Cesare Borgia
Cesare Borgia (Italienskt uttal: [ˈtʃeːzare ˈbɔrdʒa]; svenskt uttal: [ˈsɛzər ˈβɔrʒə]), född mellan 1474 och 1476 (förmodligen 13 september 1475) i Rom, död 12 mars 1507 i Viana, hertig av Valentinois, var en italiensk kondottiär, furste, politiker och kardinal, vars strider kom att bli en viktig inspirationskälla för Niccolò Machiavellis verk ”Fursten”.
Cesare Borgia var påven Alexander VI (påve 1492-1503) och hans älskarinna Vanozza Cattaneis första (eller möjligen andra) illegitima son. Han var bror till Lucrezia Borgia, Giovanni Borgia (Juan Borgia), hertig av Gandia, och Gioffre Borgia (Jofré Borgia), prins av Squillace.
Efter att ha blivit vald som kardinal av sin far påven Alexander VI, blev han den första personen någonsin som sagt upp sin titel som kardinal. Hans far gjorde honom då till prins över olika territorier som han hade erövrat från de påvliga områden, men efter sin fars död fick han svårigheter att behålla sina domäner utan fortsatt påvligt beskydd.

## Biografi

### Uppväxt
Borgiafamiljen kom ursprungligen från Valencia, Spanien, och växte fram under mitten av 1400-talet när Cesares släkting Alonso Borgia (1378–1458), biskop av Valencia, blev vald till påve Callixtus III år 1455.
Precis som allt i Cesare Borgias liv, är både hans födelsedatum och dödsdatum omdiskuterade. Cesare Borgia föddes i Rom, antingen år 1475 eller 1476, och var kardinal Roderic Llançol i de Borja, (mer känd som Rodrigo Borgia), senare påve Alexander VI, och hans älskarinna Vanozza Cattaneis första illegitima son.
Cesares Borgias far, Alexander VI, var den första påve som erkände sina barn födda utanför äktenskapet.

## Karriär

### Kyrkan
Det var bestämt från början att Cesare Borgia skulle göra en kyrklig karriär. Efter skolgång i Perugia och Pisa, samt studier i juridik vid Studium Urbis (idag känt som ”La Sapienza”, Roms Universitet) blev han vald till biskop av Pamplona när han var endast 15 år gammal, och två år senare, vid 17 års ålder, till ärkebiskop av Valencia. År 1493 blev han även vald till biskop i både Castres och Elne, och året därefter fick han titeln som abbot i klostret Saint-Michel-de-Cruxa. Samtidigt som hans far blev upphöjd till påve, blev 18-åriga Cesare Borgia vald till kardinal.
Cesare Borgias religiösa kall eller kyrkliga intresse var aldrig starkt, och det sägs att Cesare fick ett rykte om sig som kvinnokarl och för sina dyrbara kläder och överdådiga fester. Alexander VI hade därför satt familjen Borgias förhoppningar till Cesares Borgias bror Giovanni (Juan Borgia), hertigen av Gandia i östra Spanien och militär generalkapten för de påvliga styrkorna.
Cesares bror Giovanni Borgia (Juan Borgia) mördades emellertid år 1497. Många spekulerade i att Cesare låg bakom det mystiska mordet eftersom han var avundsjuk på sin bror och själv ville ha titeln som militär generalkapten. Andra trodde att Cesare Borgia hade fått en stark position inom militären vare sig hans bror Giovanni var vid liv eller inte. Rykten om att Cesare låg bakom mordet kunde inte bevisas.
Den 17 augusti 1498, när Cesare var 23 år gammal, blev han den första personen i historien att avsäga sig kardinaltiteln. Under samma dag gav Frankrikes kung Ludvig XII Cesare titeln hertig av Valentinois, som senare skulle komma att ge honom smeknamn ”Valentino”.

### Militär
Runt sekelskiftet 1500 övergav Cesare Borgia sin kyrkliga karriär. Det var tack vare faderns hjälp, beskydd och hans förmåga att dela ut territorium, samt alliansen med Frankrike i de Italienska krigen som Cesare lyckades bygga upp en stadig och stark militär karriär.
Cesare Borgias far Alexander VI utnyttjade sin position som påve för att kunna ge sonen territorium i Norra Italien. Därefter utsågs Cesare Borgia till ny befälhavare över den påvliga armén efter sin bror Giovanni. Armén bestod av italienska legosoldater, stödd av 300 kavallerier samt 4000 schweiziska infanteri som den franske kungen bidragit med. Påve Alexander VI skickade iväg sin son för att erövra städerna Imola och Forlì och utnämnde sedan honom till påvlig gonfalonjär efter vinsten.
Efter skapandet av tolv nya kardinaler år 1500, hade Alexander VI tillräcklig med pengar för att kunna anställa kondottiärer åt Cesare; Vitellozzo Vitelli, Gian Paolo Baglioni, Giulio Paolo Orsini, och Oliverotto da Fermo. Medan hans kondottiärer tog över staden Piombion styrde Cesare Borgia de franska styrkorna in i Neapel och Capua vilket ledde till kollapsen av den aragoniska maken i södra Italien. Han blev Roms tyrann och genom blodbadet i Sinigalgia 1502 förintade han sina upproriska kondottiärer. I juni 1502 anföll Cesare Borgia Urbino och Camerino genom förräderi och planerade att därefter erövra Bologna.
1501 gjorde påven honom till hertig av Romagna. Allt som allt lyckades han få titlar som hertig av Valentinois och Romagna; prins av Andria och Venafro; greve av Dyois; herre av Piombino, Camerino och Urbino; gonfalonjär och militär generalkapten för den heliga kyrkan.

## Senare år och död
Nyheten om hans fars död år 1503 kom när Cesare planerade erövringen av Toscana. Trots att han var en kapabel general och statsman, hade Cesare problem med att behålla sin domän utan fortsatt påvligt beskydd.
Niccolò Machiavelli citerar i sin bok ”Fursten” Cesares Borgias beroende av den goda viljan hos påvedömet, och att hans fars död var den största motgången under hans styre. Machiavelli hävdade att om Cesare Borgia hade lyckats vinna stöd från den nya påven, skulle han ha blivit en mycket framgångsrik härskare.
Den nye påven Pius III, stödde Cesare Borgia och bekräftade honom som gonfalonjär; men efter ett kort pontifikat på endast tjugosex dagar dog han. Borgiahusets dödlige fiende, Giuliano Della Rovere, senare Julius II, efterträdde påven och lurade den försvagade Cesare Borgia till att stödja honom genom att erbjuda honom pengar och fortsatt påvligt stöd för hans politik i Romagna; löften som han senare inte höll vid valet.
Cesare Borgia blev förrådd i Neapel av Gonzalo Fernández de Córdoba, en man som han hade övervägt som sin bundsförvant. Han fängslades där, och hans länder och territorier återtogs av påvedömet. 1504 överfördes han till Spanien och fängslades först i slottet Chinchilla de Montearagón i La Mancha, men efter ett misslyckat flyktförsök flyttades han norrut till slottet La Mota, Medina del Campo, nära Segovia. Han lyckades fly från slottet och kom fram till Pamplona den 3 december 1506, där han välkomnades av sin svåger och kung Johan III av Navarra, som saknade en erfaren militär befälhavare inför den fruktade kastilianska invasionen (1512).
Tidigt på morgonen under en kraftig storm den 11 mars 1507 befann sig Cesare Borgia i den spanska staden Viana som kung Johan III hade bestämt sig för att belägra. De fientliga riddarna hittade Cesare Borgia ensam, och tillfångatog honom. Han fick en dödlig skada från ett spjut och blev sedan fråntagen alla sina kläder och värdesaker. Han dog av sina skador under belägringen, 31 år gammal.

## Privatliv
Det finns spekulationer enligt vilka Cesare Borgia skulle ha mördat sin bror Giovanni Borgia (Juan Borgia) på grund av svartsjuka över deras gemensamma älskarinna Sancha av Aragonien, som var hustru till brödernas tredje bror, Gioffre Borgia.
Den 10 maj 1499 gifte sig Cesare Borgia med Charlotte av Albret (1480–1514) som tillhörde Navarras kungahus. Hon var kung John III av Navarras i norra Spanien syster. Tillsammans fick de dottern Louise Borgia, hertiginna av Valentinois, (1500–1553) som senare gifte sig med Louis II de la Trémoille, guvernör av Burgund, och sonen Philippe de Bourbon (1499–1557).
Cesare Borgia var även fader till minst 11 illegitima barn. Det gick även rykten om att han skulle ha haft ett incestuöst förhållande med systern Lucrezia Borgia.

## Niccolo Machiavelli
Niccolò Machiavelli träffade Cesare Borgia på ett diplomatiskt uppdrag när han arbetade som statssekreterare för staden Florens. Machiavelli var på Borgias hov från den 7 oktober 1502 fram till den 18 januari 1503. Under denna tid skrev han regelbundna utskick till sina överordnade i Florens, av vilka många har överlevt och publicerats i Machiavellis samlade verk.
Machiavelli har tecknat en starkt positiv bild av Cesare Borgia i det sjunde kapitlet av ”Fursten”.
”Denne furste är mycket praktfull och magnifik, och vad det militära beträffar är han så djärv att varje sak, hur stor den än må vara, förefaller honom liten; och i jakten på ära och makt vilar han aldrig, och han känner heller inte av trötthet eller rädsla. Han anländer till en plats innan man hunnit göra klart för sig varifrån han brutit upp; han gör sig omtyckt bland soldaterna; han har samlat de bästa männen i Italien; och dessa faktorer, i förening med en evigt god tur (perpetua fortuna) gör honom segerrik och formidabel.” (Utdrag ur "Fursten")
I ”Fursten” använder Machiavelli Cesare Borgia som ett exempel för att belysa farorna med att skaffa ett furstendöme genom någon annan. För när Cesare Borgias far Alexander VI dog, och en rival till familjen Borgia tillträdde den påvliga stolen tog det bara några månader innan Cesares makt försvagades.

## Leonardo da Vinci
Cesare Borgia var mycket politiskt begåvad och handlingskraftig, totalt hänsynslös och grym. Han hade emellertid även litterära och konstnärliga intressen. Han anställde vid en tidpunkt Leonardo da Vinci som militär arkitekt och ingenjör mellan åren 1502 och 1503. Leonardo da Vinci hade tidigare arbetat i domstolen i Milano åt Ludovico Sforza i många år, tills Ludvig XII av Frankrike körde ut Sforza ur Italien. Cesare försåg Leonardo med ett obegränsat tillstånd att inspektera alla pågående och planerade byggen i sitt område. I Romagna byggde Leonardo kanalen från Cesena till Porto Cesenatico. Efter tiden hos Cesare Borgia lyckades Leonardo inte finna någon annan beskyddare i Italien. Kung Frans I av Frankrike lyckades övertyga Leonardo att komma i hans tjänst, och de sista tre åren av sitt liv arbetade Leonardo da Vinci i Frankrike.

## Friedrich Nietzsche
Den tyska filosofen och författaren Friedrich Nietzsche har även skrivit om Cesare Borgia i sina verk ”Jenseits von Gut und Böse: Vorspiel einer Philosophie der Zukunft” (1886) och ”Der Antichrist” (1895)

## Kulturarv
Cesare Borgia inspirerade inte bara Niccolo Machiavelli. Hans karaktär har skildrats i både litteratur och film fram till 2000-talet.

### Böcker[18]
- Then and Now (1946) av W. Somerset Maugham
- Prince of Foxes (1947) av Samuel Shellabarger
- Madonna of the Seven Hills (Lucrezia Borgia #1) (1958) av Jean Plaidy
- Light on Lucrezia (Lucrezia orgia #2) (1958), Jean Plaidy
- City of God (1979), Cecelia Holland
- The Family (2001), Mario Puzo
- Mirror Mirror (2003), Gregory Maguire
- The Borgia Bride (2005), Jeanne Kalogridis
- The Scarlet Contessa (2010), Jeanne Kalogridis
- Poison (The Poisoner Mysteries #1) (2010), Sara Poole
- The Borgia Betrayal (The Poisoner Mysteries #2) (2011), Sara Poole
- Sins of the House of Borgia (2011), Sarah Bower
- The Borgia Mistress (The Poisoner Mysteries #3) (2012), Sara Poole
- The Serpent and the Pearl (The Borgia Chronicles #1) (2013), Kate Quinn
- Blood and Beauty: The Borgias (2013) by Sarah Dunant
- The Lion and the Rose (The Borgia Chronicles #2) (2014), Kate Quinn

### Teater
- Nathaniel Lee, engelsk dramatiker, skrev en teaterpjäs vid namn Caesar Borgia (1680) i vilken han spelar huvudperson.[19]
- Victor Hugo, fransk författare, dramatiker och diktare, samt ledamot av franska akademien, har också skrivit en pjäs om Cesares Borgias syster Lucrezia Borgia ”Lucrèce Borgia” (1833)[20]
- Alexandru Kirițescu, rumänsk dramatiker och journalist skrev även en pjäs vid namn "Borgia" (1948)

### Film
- Lucrezia Borgia (1922)
- Don Juan (1926)
- Bride of Vengeance (1948)
- Prince of Foxes (1949)
- Lucrèce Borgia (1953)
- The Black Duke (1963)
- The Man Who Laughs (1966)
- Lucrezia (1968)
- Poisons, or the World History of Poisoning (2001)
- The Borgias (2006)
- Borgia (2011)

### Television
- BBC producerade 1981 en drama-TV-serie i tio avsnitt kallad The Borgias. Den skildrar händelserna från 1492, då Rodrigo väljs till påve, fram till Cesares våldsamma död 1507. Oliver Cotton spelar Cesare Borgia.[21]
- I CBBC-serien Horrible Histories (2009) spelar Mathew Baynton Cesare Borgia i en av sketcherna.[22]
- Neil Jordan har gjort en ny TV-serie av historien år 2011 med samma titel, The Borgias (2011). I den amerikanska/kanadensiska/irländska dramaserien om den mäktiga italienska släkten Borgia spelar François Arnaud Cesare Borgia.[23][24]
- Canal+ har även gjort en serie vid namn Borgia (2011), i vilken Mark Ryder spelar Cesare Borgia.[25]

### Musik
Cesare Borgia nämns i låten "B.I.B.L.E.", framförd av den amerikanska rapartisten Killah Priest, i sitt debutalbum ”Heavy Mental”. Cesare Borgia nämns också i låten "Jeshurun" i Killah Priests album ”Behind the stained glass”.
1. “Posing as Jesus was really Cesare – Borgia” (Utdrag ut “Jeshurun”)
2. “The white image of Christ is really Cesare Borgia” (Utdrag ur “B.I.B.L.E”)

I serien Horrible Histories sjunger skådespelarna The Borgia Family Song där Cesare, Lucrezia, Gioffre och Giovanni Borgia samt deras far Alexander VI förekommer.

### Datorspel
I den tredje utgåvan i spelserien Assassin's Creed, Assassin's Creed: Brotherhood är Cesare Borgia spelets ärkefiende.